# Eleição municipal de Itu em 2012
A eleição municipal de Itu em 2012 aconteceu em 7 de outubro de 2012 para eleger um prefeito, um vice-prefeito e 13 vereadores no município de Itu, no Estado de São Paulo, no Brasil. O prefeito eleito foi Tuíze, do PSD, com 40,75% dos votos válidos, sendo vitorioso logo no primeiro turno em disputa com três adversários, Oswaldo Sansini (PMDB), Claudio do Alvorada (PTB) e Renato Benedetti (PT do B). O vice-prefeito eleito foi Neto Belluci, atualmente no PSD. O pleito em Itu foi parte das eleições municipais nas unidades federativas do Brasil. Itu foi um dos 497 municípios vencidos pelo PSD; sendo o quarto maior partido do Brasil em número de candidatos eleitos em nas eleições de 2012.
O mais votado entre os 13 eleitos para a Câmara Municipal de Itu foi Olavo Volpato, que obteve 3.015 votos (3,55% dos votos válidos).

## Antecedentes
Na eleição municipal de 2008, Herculano Castilho Passos Junior, do PV, assim como nas eleições de 2012, a vitória para disputa da prefeitura foi ganha no primeiro turno, no caso o candidato ganhou com 85,20% dos votos válidos. Herculano derrotou outros três candidatos: Balbina de Oliveira de Paula Santos do PSC (8,09%), Renato Aparecido Benedetti do PSOL (4,53%) e Ocimar Scopel do PMDB (2,17%).

## Eleitorado
Na eleição de 2012, a cidade de Itu apurou 96.595 votos no geral, 81.921 deles foram votos válidos (84,81%), com 20.805 votos de abstenções (17,72%).

## Candidatos
Foram quatro candidatos à prefeitura em 2012: Tuíze do PSD, Oswlado Sonsini do PMDB, Claúdio do Alvorada do PTB e Renato Benedetti do PT do B.
| N.º | Candidato(a)          | Vice                | Partido | Coligação |
| --- | --------------------- | ------------------- | ------- | --- |
| 14  | Claudinho do Alvorada | Marcelo do PT       | PTB     | "Renovação: Itu em 1º lugar" (PP / PT / PTB / PSC / PRP)                                                                        |
| 15  | Oswaldo Sonsini       | Adauto Gonçales     | PMDB    | "Mudar de Verdade" (PMDB / PR / PMN)                                                                                            |
| 55  | Tuíze                 | Alcides Beluci Neto | PSD     | "Unidos por uma história de progresso" (PRB / PDT / PSL / PTN / PPS / DEM / PSDC / PRTB / PHS / PTC / PSB / PV / PSD / PC do B) |
| 70  | Renato Benedetti      | Teresa Rodrigues    | PTdoB   | "Compromisso com Itu" (PPL / PT do B)                                                                                           |

## Campanha
No dia 3 de outubro de 2012, a TV Tem e o portal de notícias G1 realizaram um debate mediado pelo jornalista Leandro Rossito com três dos 4 candidatos à prefeitura de Itu, sendo eles Tuíze, Renato Benedetti e Claudinho do Alvorada. O candidato Tuíze do PSD afirmou, em entrevista ao portal G1, que gostaria que o debate fosse focado nas propostas, sem animosidades, já o Renato Benedetti do PT do B elogiou a iniciativa da transmissão ser via internet, segundo ele, algo inédito na região. O candidato do PMDB, Oswaldo Soncini apresentou um atestado médico, por isso não pode comparecer.
Sobre sua campanha, Tuíze afirmou que irá fiscalizar o trabalho feito pela empresa concessionária de água e esgoto de Itu e os serviços do transporte público municipal. Ele pretende investir na construção de postos de saúde, com orçamento que gira em torno de R$ 500 milhões; 28% deste valor será revertido para saúde.

### Representatividade LGBT
Em 2012, pelo menos 133 candidatos e representantes LGBT estavam aptos a disputar vagas legislativas em todo o país.
Para a pré-candidatura das eleições de 2012 em Itu, o Partido Pátria Livre lançou o Edmilson Martins, que tinha apoio do deputado federal Jean Wyllys. Em entrevista ao Uol, em 30 de abril de 2012, Martins afirmou possuir projetos específicos para promover a inclusão social, sendo uma delas a introdução do público LGBT no mercado de trabalho.  Segundo o pré-candidato: “Quero romper as barreiras e mostrar que a minha opção sexual não interfere na minha posição política e candidatura.”

## Resultados

### Prefeito
No dia 7 de outubro, Tuíze foi eleito com 40,75% dos votos válidos.
| Candidato(a)                | Vice                      | 1º Turno 7 de outubro de 2012 | 1º Turno 7 de outubro de 2012 |
| Candidato(a)                | Vice                      | Votação                       | Votação                       |
|                             |                           | Total                         | Porcentagem                   |
| --------------------------- | ------------------------- | ----------------------------- | ----------------------------- |
| Tuíze (PSD)                 | Alcides Beluci Neto (PSD) | 33.384                        | 40,75%                        |
| Oswaldo Sonsini (PMDB)      | Adauto Gonçales (PR)      | 31.612                        | 38,59%                        |
| Claudinho do Alvorada (PTB) | Marcelo do PT (PT)        | 15.917                        | 19,43%                        |
| Renato Benedetti (PT do B)  | Teresa Rodrigues (PPL)    | 1.008                         | 1,23%                         |
| Total de votos válidos      | Total de votos válidos    | 81.921                        | 84,81%                        |
| Votos em branco             | Votos em branco           | 5.579                         | 6,19%                         |
| Votos nulos                 | Votos nulos               | 8.695                         | 9%                            |
| Total                       | Total                     | 96.595                        | 100%                          |
| Abstenções                  | Abstenções                | 20.805                        | 17,72%                        |
| Votos apurados              | Votos apurados            | 96.595                        | 100%                          |

### Vereador
Dos treze (13) vereadores eleitos, 11 deles fazem parte da coligação do prefeito "Unidos por uma história de progresso", sendo 3 deles do PSD, 2 do DEM, 2 do PDT, 1 do PTN, 1 do PHS, 1 do PRB e 1 do PV.
O vereador mais votado foi Olavo Volpato, do PMDB, com 3,546% dos votos. Olavo foi eleito vereador em 1969, 1992, 2001 e 2012. Em 1970 foi eleito para o cargo de Vice-prefeito, assumiu o cargo em 14 de janeiro de 1971 e também em 1976, quando governou Itu até janeiro de 1983. Atualmente, Olavo preside a Comissão de Obras e Serviços Públicos e é membro da Comissão de Justiça e Redação.